# Шахов, Михаил Афанасьевич
Михаил Афанасьевич Шахов (20 ноября 1931, Саратов — 8 августа 2018, Киев) — советский борец вольного стиля, самбист. По вольной борьбе: бронзовый призёр Олимпийских игр, неоднократный чемпион СССР, 15-кратный чемпион Украинской ССР. Мастер спорта СССР по самбо (1954) , мастер спорта СССР по вольной борьбе (1957). Заслуженный мастер спорта СССР (1963). Заслуженный тренер Украины. Чемпион СССР по самбо 1954 года.

## Биография
Родился в Саратове в 1931 году.
В 1951 году был призван во внутренние войска НКВД СССР и отправлен на службу в Киев, где начал занятия самбо и в 1954 году стал чемпионом СССР. На соревнованиях его заметили известные тренеры А. В. Ялтырян и В. Н. Рыбалко, которые начинали развитие вольной борьбы в СССР, и Михаил Шахов продолжил тренироваться у них.
В 1954 году, выступив на чемпионате СССР, занял пятое место. 
В 1956 году выиграл Спартакиаду народов СССР, соревнования на которой имели статус чемпионата СССР, и был включён в олимпийскую команду.
На Летних Олимпийских играх 1956 года в Мельбурне боролся в весовой категории до 57 килограммов (наилегчайший вес). Победитель определялся по минимальному количеству штрафных баллов: за чистую победу (туше) штрафные баллы не начислялись, за победу по решению судей начислялся 1 штрафной балл; за любое поражение начислялись 3 штрафных балла. Спортсмен, получивший к финальным схваткам 5 штрафных баллов, выбывал из турнира.
В схватках:
- в первом круге проиграл решением судей со счётом 3-0 Мохаммеду Мехди Яхуби (Иран) и получил 3 штрафных балла;
- во втором круге на 4-й минуте тушировал Эрнесто Рамела (Филиппины);
- в третьем круге на 6-й минуте тушировал Дина Захура (Пакистан);
- в четвёртом круге не участвовал

В финальной схватке проиграл по решению судей со счётом 3-0 Мустафе Дагыстанли (Турция), ставшему чемпионом Олимпиады, и остался третьим
В 1957 году на чемпионате СССР остаётся третьим, в 1959 — шестым. Но в 1960 году выиграл чемпионат СССР и был включён в олимпийскую команду
На Летних Олимпийских играх 1960 года в Риме боролся в весовой категории до 57 килограммов (наилегчайший вес). Победитель определялся по минимальному количеству штрафных баллов: за чистую победу штрафные баллы не начислялись, за победу по решению судей начислялся 1 штрафной балл; за поражение по решению судей начислялось 3 штрафных балла, за поражение на туше 4 штрафных балла, за ничью 2 штрафных балла. Спортсмен, получивший к финальным схваткам 6 штрафных баллов, выбывал из турнира.
В схватках:
- в первом круге в схватке с Тауно Яскари (Финляндия) была зафиксирована ничья и оба борца получили по 2 штрафных балла;
- во втором круге решением судей одержал победу над Хусейном Акбашем (Турция), что принесло ещё 1 штрафной балл;
- в третьем круге решением судей одержал победу над Мухаммадом Сирай-дином (Пакистан), что принесло ещё 1 штрафной балл;
- в четвёртом круге на 8-й минуте тушировал Фреда Кёмерера (Германия);
- в пятом круге на 1-й минуте был туширован Терри МакКэном (США), получил 4 штрафных балла и выбыл из турнира, заняв 6 место[6].

Коронным броском спортсмена являлся бросок через плечи («мельница»).
В 1961 году вновь выиграл чемпионат СССР, в 1962—1963 годах довольствуется шестым местом. В 1964 году оставил спортивную карьеру и перешёл на тренерскую работу. Был отправлен в Польшу, где тренировал в течение 6 лет. После этого вернулся в Киев, где с начала 70-х и до своей смерти работал тренером (по состоянию на 2011 год в Государственной школе высшего спортивного мастерства).
Михаил Шахов — тесть олимпийского чемпиона, баскетболиста Александра Белостенного.
Скончался в 2018 году на 87-м году жизни.

## Награды
- Медаль «За трудовую доблесть» (27.04.1957) — «за успехи, достигнутые в деле развития массового физкультурного движения в стране, повышения мастерства советских спортсменов, и успешное выступление на международных соревнованиях»